# Großadmiralstab
Der Großadmiralstab ist ein Stab, der vom Großadmiral als Insigne seiner Würde getragen wird. Er ist vergleichbar mit dem Marschallstab.

## Entstehung
Entsprechende Dienstgrade in anderen Flotten hießen meist Flottenadmiral (Großbritannien, Russland).
Der Rang Großadmiral entstand auf Bitten der kaiserlichen Marine im Jahre 1900, als Wilhelm II. diesen Rang annahm. Es sollte ein Rang geschaffen werden, der den Generalfeldmarschällen des Heeres gleichgestellt ist.
Im Dritten Reich wurde der Rang erneut geschaffen.
Der Großadmiralstab wird nur zu besonderen Anlässen getragen, zum Dienst wird stattdessen der  Interimsstab getragen.

## Großadmiralstäbe im Kaiserreich

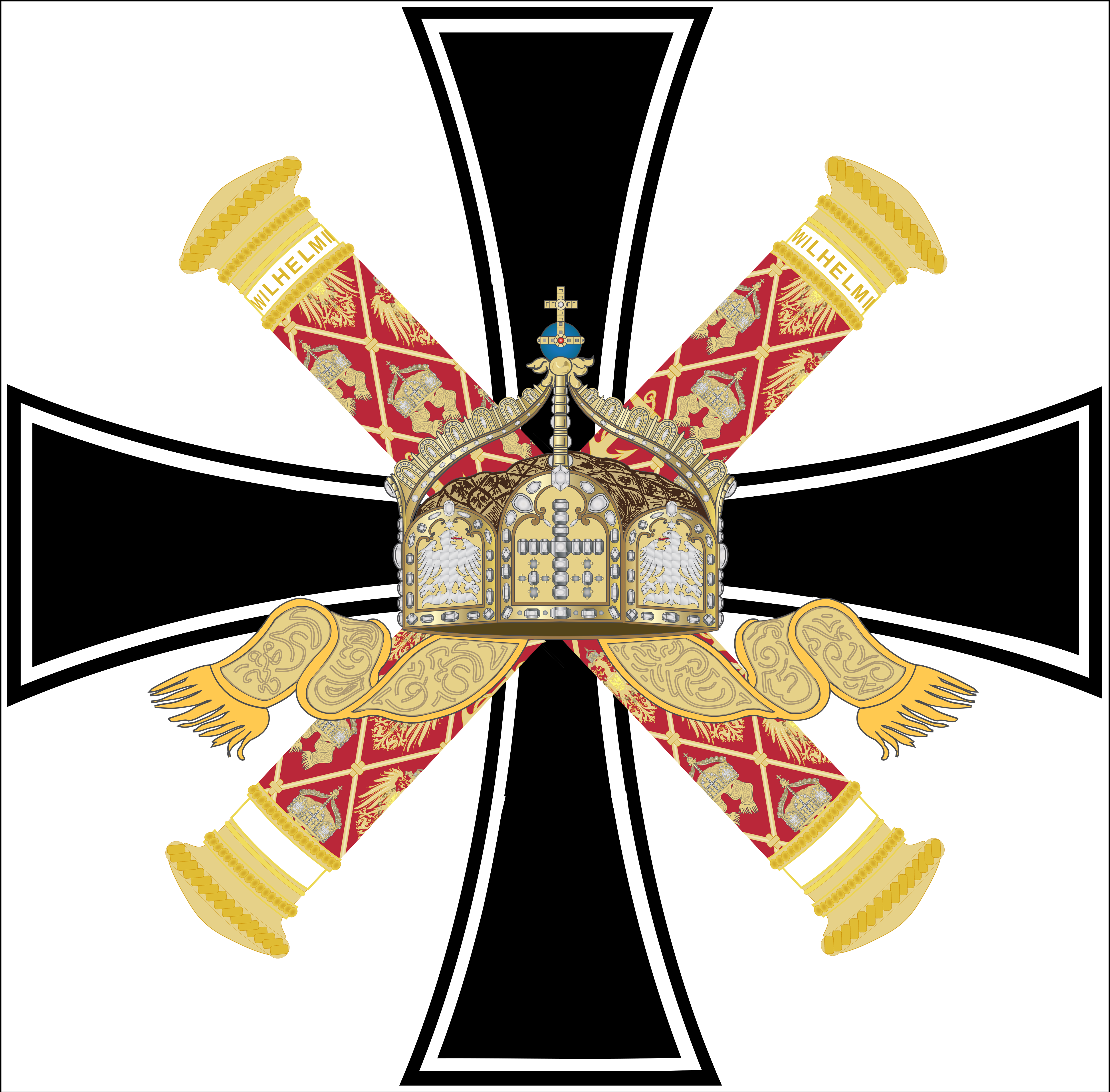
Großadmiralstäbe auf der Kommandoflagge

Die Großadmiralstäbe des Kaiserreiches waren mit rotem Samt bezogen, auf dem Samt lagen von Tauen eingefasste Felder mit abwechselnd Reichsadler mit Kaiserkrone, Kaiserkrone und unklaren Anker in goldgelb. Auf den Knaufenden lagen ein Reichsadler mit Kaiserkrone bzw. die Abkürzung „W.II“ mit der Kaiserkrone darüber.

## Großadmiralstäbe im Zweiten Weltkrieg

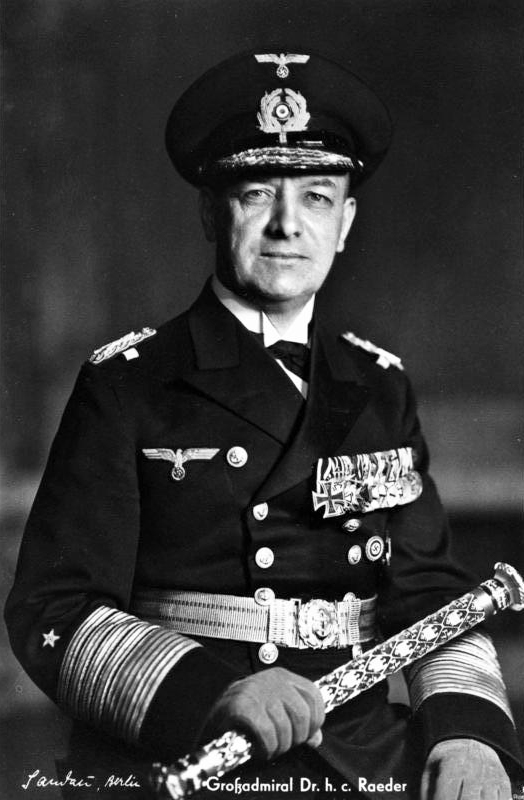
Erich Raeder 1940 mit Großadmiralsstab

Der Stab für Erich Raeder ähnelt denen der Kaiserzeit, hatte jedoch keine Kaiserkronen und statt der Abkürzung „W.II“ ein Eisernes Kreuz aufgelegt. Auch war er mit blauem Samt bezogen.
Der Stab für Karl Dönitz ähnelt keinem der vorangegangenen Großadmiralstäbe, er war den Marschallstäben des Heeres angeglichen. Er war mit blauem Samt bezogen, auf dem abwechselnd der Wehrmachtsadler, der unklare Anker und das Eiserne Kreuz aufgelegt war. Auf den Knaufenden war ein Hakenkreuz bzw. ein Hoheitsadler mit ausgebreiteten Schwingen, darunter ein U-Boot aufgelegt. Dieser Stab befindet sich im Shropshire Regimental Museum (Shrewsbury, U.K.) und kann dort besichtigt werden.

## Der Interimsstab
Der Interimsstab hatte sowohl im Kaiserreich als auch im Dritten Reich die Form eines Fernrohrs, dessen zylindrischer Teil eine Musterung wie der dazugehörige Großadmiralstab aufweist.